# Carl E. Misch
Carl E. Misch (17 novembre 1947 – 4 gennaio 2017) è stato un odontoiatra statunitense.
È riconosciuto a livello internazionale per il suo contributo nel campo dell'implantologia dentale sia in ambito clinico che accademico.

## Biografia
Carl E. Misch si è laureato con il massimo dei voti nel 1973 alla University Dental School di Detroit. Si è quindi specializzato in implantologia dentale alla University of School of Dental Medicine a Pittsburgh. Inoltre, l'Università di Yeditepe a Istanbul, in Turchia e la Carol Davila University of Medicine and Pharmacy a Bucarest, in Romania, gli hanno assegnato un dottorato di ricerca honoris causa. Ha conseguito diversi altri onori post laurea, tra cui dodici borse di studio in odontoiatria, tra cui l'American College of Dentists, l'International College of Dentists, la Royal Society of Medicine, l'American Association of Hospital Dentistry e International Academy of Dentistry.

## Carriera
Mish è stato professore il dipartimento di parodontologia e implantologia orale e direttore di implantologia orale presso la School of Dentistry, Temple University di Filadelfia, Pennsylvania, USA. È stato membro del Consiglio di fondazione dell'University Mercy di Detroit, dove è stato anche professore a contratto presso il Dipartimento di protesi. È stato professore a contratto presso l'Università del Michigan e la School of Engineering presso l'Università dell'Alabama a Birmingham. È stato direttore del Oral Implantology Residency Program presso la School of Dental Medicine dell'Università di Pittsburgh dal 1989 al 1996. Misch ha mantenuto uno studio privato limitato alla chirurgia implantare (innesto osseo e posizionamento dell'impianto) e relative protesi per più di 30 anni. In precedenza aveva praticato a Beverly Hills, nel Michigan.
Nel 1999, ha scritto il libro, Contemporary Implant Dentistry (Elsevier), poi diffusosi largamente e tradotto in 9 lingue, tra cui giapponese, spagnolo, portoghese, turco, italiano e coreano. Porta la sua firma anche il lavoro intitolato Dental Implant Prosthetics (Elsevier).
Ha pubblicato più di 250 articoli e ha tenuto diverse conferenze in tutti gli stati degli Stati Uniti e in 47 altri Paesi del mondo.
Nel 1984, ha fondato il "Misch International Implant Institute" (MIII) a Beverly Hills, nel Michigan, che è stato un continuum di un anno per l'educazione implantare. Il MIII attualmente ha sedi in Florida e Nevada. Nel corso degli anni, il MIII è stato presente in Brasile, Canada, Francia, Italia, Giappone, Corea, Monaco, Spagna e Regno Unito.